# Frédéric Grappe
Frédéric Grappe, est un entraîneur français spécialisé dans le cyclisme, docteur en biomécanique et physiologie de l’entraînement sportif. Maître de conférences HDR, il enseigne depuis 1998 à l'université de Besançon.
Directeur du Centre d'Optimisation de la Performance Sportive (COPS) de l'université de Besançon, il est détaché de ses fonctions d'enseignant depuis 2017 pour occuper le poste de directeur de la performance de l’équipe cycliste Groupama-FDJ.
Il a été auparavant conseiller scientifique de la fédération française de cyclisme (de 1998 à 2008).